# Finlands Kommunistiske Parti
|  | Denne artikel er om det historiske Finlands Kommunistiske Parti, for det nutidige parti se Finlands Kommunistiske Parti (1997) |
Finlands Kommunistiske Parti (finsk: Suomen Kommunistinen Puolue; svensk: Finlands Kommunistiska Parti; forkortet SKP) er et kommunistisk parti i Finland. Det blev stiftet i 1918 og fungerede som en sektion under Komintern og var ulovligt i landet indtil 1944.
Under efterkrigstiden arbejdede partiet sammen med paraplyorganisationen Demokratiske Forbund for Finlands Folk (forkortet DFFF). Et flertal af SKP's medlemmer gik senere sammen med Demokratiske Forbund for Finlands Folk (forkortet DFFF) og det, der i dag er Venstreforbundet. På det tidspunkt blev DFFF nedlagt, mens et mindretal valgte at føre SKP videre.

## Ledere
| Yrjö Sirola      | 1918–1920             |
| Kullervo Manner  | 1920–1935             |
| Hannes Mäkinen   | 1935–1937             |
| Jukka Lehtosaari | 1937–1938             |
| Aimo Aaltonen    | 1944–1945 & 1948–1966 |
| Aaro Uusitalo    | 1945–1948             |
| Aarne Saarinen   | 1966–1982             |
| Jouko Kajanoja   | 1982–1984             |
| Arvo Aalto       | 1984–1988             |
| Jarmo Wahlström  | 1988–1990             |
| Heljä Tammisola  | 1990–1992             |

| Arvo Tuominen   | 1935–1940             |
| Ville Pessi     | 1944–1969             |
| Arvo Aalto      | 1969–1977 & 1981–1984 |
| Erkki Kivimäki  | 1977–1981             |
| Aarno Aitamurto | 1984–1985             |
| Esko Vainionpää | 1985–1988             |
| Heljä Tammisola | 1988–1990             |
| Asko Mäki       | 1990–1992             |